# Softmod
 (mai 2017).
Si vous disposez d'ouvrages ou d'articles de référence ou si vous connaissez des sites web de qualité traitant du thème abordé ici, merci de compléter l'article en donnant les références utiles à sa vérifiabilité et en les liant à la section « Notes et références ».
Softmod (de l'anglais soft, « logiciel », et mod « modification ») est une méthode logicielle permettant de modifier le comportement habituel d'un dispositif comme les cartes mères, les cartes vidéo, les cartes son, ou les consoles de jeux... Elle est régulièrement appliquée dans l'overclocking des processeurs.